# Шахшин, Мусатай
Мусатай Шахшин (каз. Мұсатай Шахшин; 7 января 1906, а. № 4, Семипалатинская область, Российская империя — 14 июля 1989) — советский казахский партийный и государственный деятель.

## Биография
Член ВКП(б) с 1931 года. Окончил Алма-Атинский зооветеринарный институт (1952).
В 1928-1929 годах — в рядах Красной Армии. В 1929—1936 годах — финансовый и налоговый инспектор в отделе Каркаралинского округа. Заведующий районного отдела финансов в районах Восточно-Казахстанской области (Зайсанском, Абралинском, Бескарагайском (сейчас в Семипалатинской области)). В 1937 году — заведующий отдела финансов Павлодарской области. В 1938 году заместитель заведующего отделом в Государственном банке Казахской ССР.
В 1939—1941 годах — начальник главного управления производства строительных материалов при Совнархозе Казахской ССР. В 1942 году — секретарь по животноводству, затем по промышленности в ЦК Казахской ССР, в 1943 году 3-й секретарь ЦК КП Казахстана.
С 1945 году — заместитель секретаря, заведующий отделом сельского хозяйства ЦК КП Казахстана по животноводству. В 1952-1954 годах — 1-й секретарь Западно-Казахстанского областного комитета партии, с 1954 — 61 гг. — председатель совета профсоюзов Кокчетавской области.
Пенсионер союзного значения с 1961 года.
Депутат Верховного Совета Казахской ССР 2-3-го созыва. Член ЦК КПК 3-6-го съездов партии.

## Награды
Орден Отечественной войны 1-й степени, орден Трудового Красного Знамени, орден «Знак Почёта», медали.